# Chūgoku
Vùng Chugoku (中国地方 (Trung Quốc địa phương) Chūgoku-chiho) là một trong chín vùng địa lý của Nhật Bản. Vùng này nằm ở tận cùng phía tây của đảo Honshu.

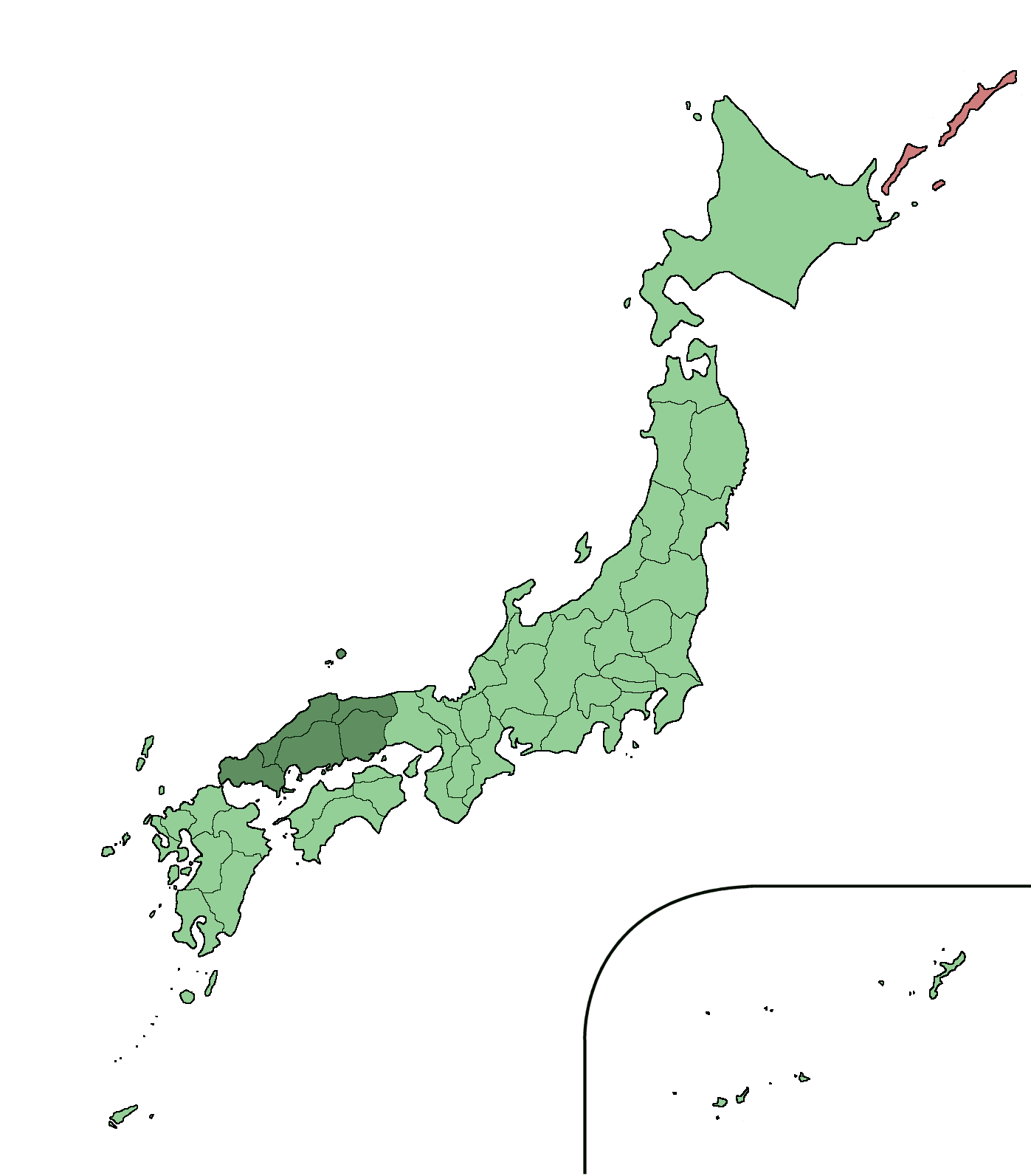
Vùng Chukoku ở tận cùng phía tây của đảo Honshu.

Vùng Chugoku bao trùm 5 tỉnh Hiroshima, Yamaguchi, Shimane, Tottori, và Okayama.
Chugoku viết bằng Kanji là 中国 (Trung Quốc). Tuy nhiên, vùng này không liên quan gì đến "Trung Quốc" tức Cộng hòa Nhân dân Trung Hoa hay. Chữ "trung" 中 (ちゅう - "chuu") nghĩa là "giữa", chữ "quốc" 国 (こく - "koku", biến âm thành ごく -  "goku") là "đất nước", giống như 国の中 ("kuni no naka"), thì Chugoku là "ở giữa đất nước". Tuy nhiên, vì không muốn bị nhầm với Cộng hòa Nhân dân Trung Hoa, nên vùng này còn có tên gọi khác là San'in-San'yō (山陰山陽 - Sơn Âm Sơn Dương) đặt theo tên phần phía bắc và phía nam của vùng Chugoku. San'in - Sơn Âm là vùng phía bắc, bên bờ biển Nhật Bản thường có thời tiết ảm đạm. San'yo - Sơn Dương là vùng phía nam, bên bờ biển Setonaikai thường có thời tiết nắng ấm.